# Онищенко, Сергей Иванович
Сергей Иванович Онищенко (23 февраля 1954, Чугуев, Харьковская область, УССР, СССР — 25 октября 2023) — украинский военный и государственный деятель. Командующий Воздушными Силами Вооруженных Сил Украины (2010—2012), генерал-полковник авиации Украины. Военный лётчик 1-го класса.

## Биография
После окончания в 1975 году Харьковского высшего военного авиационного училища. Присвоено звание лейтенант и направлен лётчиком истребительного авиационного полка.
- С 1978 года по 1980 год последовательно занимал должности старшего лётчика, командира звена, заместителя командира авиационной эскадрильи — штурмана истребительного авиационного полка.
- После окончания в 1983 году Военно-воздушной академии им. Ю. Гагарина проходил службу на должностях командира эскадрильи, заместителя командира и командира истребительно-бомбардировочного авиационного полка, заместителя командира авиационной дивизии.
- С 1992 года по 1993 год — заместитель начальника боевой подготовки управления Военно-Воздушных Сил Украины.
- С 1993 года по 1995 год — начальник управления боевой подготовки и военных учебных заведений, затем заместитель начальника боевой подготовки управления Военно-Воздушных Сил Украины.
- В 1997 году — окончил Академию Вооружённых Сил Украины и назначен командиром истребительной авиационной дивизии.
- С 1998 года по 2002 год — командир 14-го авиационного корпуса.
- С 2002 года по 2004 год — после снятия с должности командира корпуса назначен на должность заместителя начальника Аппарата управления боевой подготовки Главного командования Военно-Воздушных Сил ВС Украины.
- С 2004 года по 2010 год — первый заместитель командующего  Воздушных Сил ВС Украины.
- С 12 августа 2010 года по 8 июня 2012 года — командующий Воздушными Силами Вооруженных Сил Украины.
- В 2011 году присвоено звание генерал-полковник

Скончался 25 октября 2023 года на 70-м году жизни.

## Награды
- Орден Богдана Хмельницкого III-й степени
- Орден Красной Звезды
- медалями и отличиями Министерства обороны Украины, наградами Республики Таджикистан.